# مجتمع (رياضيات)
في الرياضيات وتحديداً في نظرية المجموعات وأسس الرياضيات، المجتمع هو صنف يحتوي كعناصر جميع الكيانات التي يرغب في أخذها بالاعتبار في حالة معينة. ثمة إصدارات عديدة لهذه الفكرة العامة.

## في سياق محدد
إذا كان موضوع الدراسة يتشكّل بالأعداد الحقيقية، فإن مستقيم الأعداد الحقيقية "R"، وهي مجموعة الأعداد الحقيقية، قد يكون مجتمع تحت الدراسة.
ضمنياً، هذا هو المجتمع الذي استخدمه جورج كانتور عندما طور نظرية المجموعات المبسطة الحديثة الأولى له، والنظرية الأصلية في عقدي 1870 و1880 في تطبيقات التحليل الحقيقي. المجموعات الوحيدة التي كان كانتور مهتماً بها كانت مجموعات جزئية من "R".

## وصلات خارجية
- Hazewinkel, Michiel, ed. (2001), "Universe", Encyclopedia of Mathematics  [لغات أخرى]‏ (بالإنجليزية), Springer, ISBN:978-1-55608-010-4
- إيريك ويستاين، Universal Set، ماثوورلد Mathworld (باللغة الإنكليزية).